# Jaryna Senczyszyn
Jaryna Senczyszyn (ur. 3 stycznia 1969 w Chyrowie) – ukraińska poetka i tłumaczka.

## Życiorys
W 1990 roku ukończyła Lwowski Państwowy Uniwersytet Kultury Fizycznej, a siedem lat później Lwowski Narodowy Uniwersytet im. Iwana Franki. Należy do Narodowego Związku Pisarzy Ukrainy. Gra w szachy. Ma tytuł mistrzyni FIDE. W 1995 roku wydała tomik o szachach Hra w Korołewu. Mieszka we Lwowie.

## Twórczość
- 1995: Hra w Korołewu[5]
- 2014: Dołyna riky Sambation[7]
- 2021: Rozpłesy[8]

### Tłumaczenia
- 2016: Jan Piekło Zapach anioła[9]
- 2007: Olga Tokarczuk Ostanni istori (Ostatnie historie)[2]
- 2007: Tadeusz Różewicz Smertʹ u starych dekoracijach (Śmierć w starych dekoracjach)[2]
- 2002: Wisława Szymborska Wybrani poeziji ta eseji (Wybór poezji i eseje)[2]
- 2001: Czesław Miłosz Prydorożnij pesyk (Piesek przydrożny)[2]

## Nagrody
- 1994: Nagroda Literacka im. Bohdana-Ihora Antonycza „Pozdrowienia z życia”[2]
- 2016: Nagroda im. Markijana Szaszkewycza[2]